# La Urraeña
La Urraeña es una vereda del municipio colombiano de Betulia, departamento de Antioquía, ubicada en una zona rural con 311 habitantes en 2010, ubicada al noroccidente del municipio de Betulia en la cuenca del río San Mateo con una altura de 1350 m sobre el nivel del mar; el clima es templado con una temperatura de 22°C aproximadamente; irrigado por la quebrada La Urraeña que nace en el alto de San José y desemboca en el mismo y este a su vez en el río San Mateo que vierte sus aguas al río Cauca. El terreno es montañoso asentado en la Cordillera Occidental.

## Situación
Limita al oriente con el municipio de Urrao, siendo el resto de fronteras con veredas del propio municipio de Betulia. Al occidente con las veredas La Vargas y San Mateo, al norte con las veredas de El Cuchuco y La Mina y al sur con la vereda La Vargas.

## Educación
Las labores educativas se iniciaron desde el 1957 en la vivienda de la familia Yepes con Bernarda Yepes como profesora de unos 20 a 30 alumnos en primer grado, quienes asistían a clase los días impares, los de sexo masculino y los días pares las alumnas de sexo femenino. Las profesoras eran pagadas por los mismos padres de familia con 1$ mensual. Luego fue creada ua pequeña escuela ubicada en las orillas de la quebrada y destruida debido a un desbordamiento.
En 1983 se reubicó la escuela con aportes del comité de cafeteros y el municipio, el terreno fue donado por el señor Jaime Bravo.

## Economía
La economía de la vereda se encuentra basada en la agricultura, como principal producto el café, todo el terreno se encuentra subdividido en minifundios trabajados por las mismas familias, utilizando herramientas rudimentarias. Otros productos cultivados son el frijol, maíz, yuca y plátano. De todo lo anterior se deduce un desarrollo lento por falta de reactivación permanente que les permita ampliar las perspectivas de la producción.